# Вабальнинкас
Вабальни́нкас (лит. Vabalninkas; до 1917 года — Вобольники) — город в Литве в Биржайском районе Паневежского уезда.

## География
Находится в 27 км к северо-западу от Купишкиса, в 26 км от Биржай; административный центр староства (сянюнии).
Название получил по реке Вабала (приток реки Татула), по берегам которой располагается город.

## Городские объекты и достопримечательности
Костёл Вознесения Пресвятой Девы Марии в стиле классицизма с элементами необарокко (1817 или 1818 год; в 1880 году пристроены две башни); почтовое отделение, медицинский пункт, детский сад — ясли, средняя школа имени Балиса Сруоги, сельскохозяйственное училище, дом культуры, библиотека. В городе располагается отделение музея Биржайского края (с 1995 года). Памятник «Мечта» (установлен в 2008 году).

## История

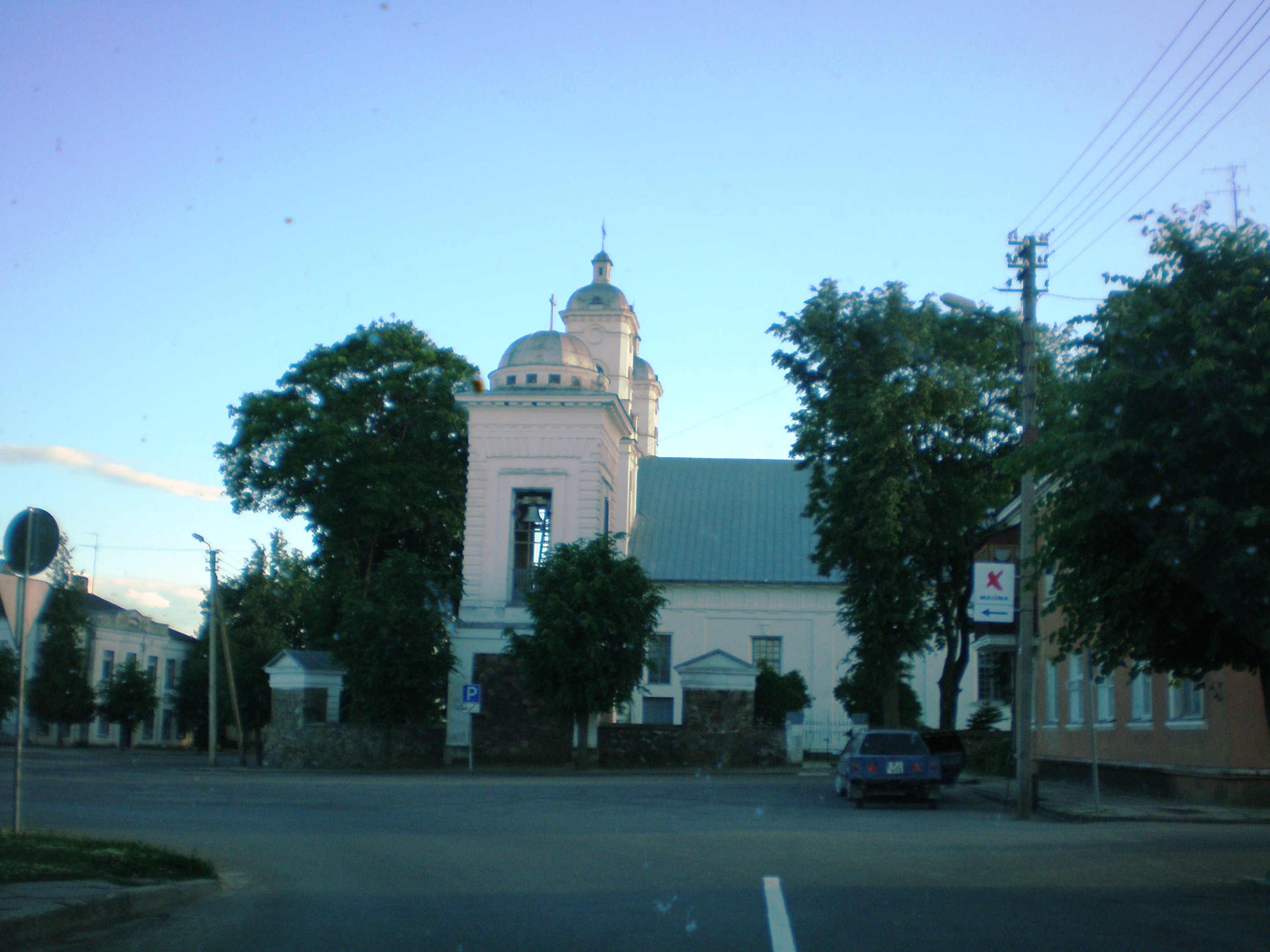
Костёл Вознесения Пресвятой Девы Марии

Известен с 1554 года, когда впервые в письменных источниках упомянута деревня Вабальнинкас, и с 1555 года, когда упоминается поместье.. С 1618 года назывался местечком. В 1775 году получил права городского самоуправления. В 1792 году король Станислав Август повторно предоставил права города и утвердил герб. Заново статус города был присвоен в 1950 году. В 1950—1959 годах был центром Вабальнинкского района. Нынешний герб утверждён декретом президента Литвы 8 марта 1997 года.

## Население
В 1738 году было около 250 жителей, в 1798 — около 400, в 1833—624, в 1858—1178, в 1897—2333 (из них 1828 евреи), в 1923—1361, в 1959—2360. В 1969 году насчитывалось 2 тысячи жителей, в 1970—2070, в 1979—2205, в 1989—1905, в 2001—1328 жителей. В настоящее время население составляет 857 человек (2021).
| Год  | Численность | Численность |
| ---- | ----------- | ----------- |
| 2001 | 1328        | [ 4 ]       |
| 2002 | 1307        | [ 4 ]       |
| 2003 | 1291        | [ 4 ]       |
| 2004 | 1273        | [ 4 ]       |
| 2005 | 1220        | [ 4 ]       |
| 2006 | 1189        | [ 4 ]       |
| 2007 | 1164        | [ 4 ]       |
| 2008 | 1145        | [ 4 ]       |
| 2009 | 1118        | [ 4 ]       |
| 2010 | 1092        | [ 4 ]       |
| 2011 | 1055        | [ 4 ]       |
| 2012 | 1059        | [ 4 ]       |
| 2013 | 1022        | [ 4 ]       |
| 2014 | 1003        | [ 4 ]       |
| 2015 | 980         | [ 4 ]       |
| 2016 | 956         | [ 4 ]       |
| 2017 | 933         | [ 5 ]       |
| 2018 | 891         | [ 6 ]       |
| 2019 | 874         | [ 4 ]       |
| 2020 | 851         | [ 4 ]       |
| 2021 | 857         | [ 4 ]       |
| 2022 | 813         | [ 4 ]       |
| 2023 | 797         | [ 4 ]       |

## Известные люди
- Баронас, Алоизас (1917—1980) — американско-литовский писатель и поэт.
- Элиэзер Менахем Шах — лидер ортодоксального еврейства в Израиле.
- Преображенский, Михаил Тимофеевич (1854—1930) — русский архитектор.

## Галерея

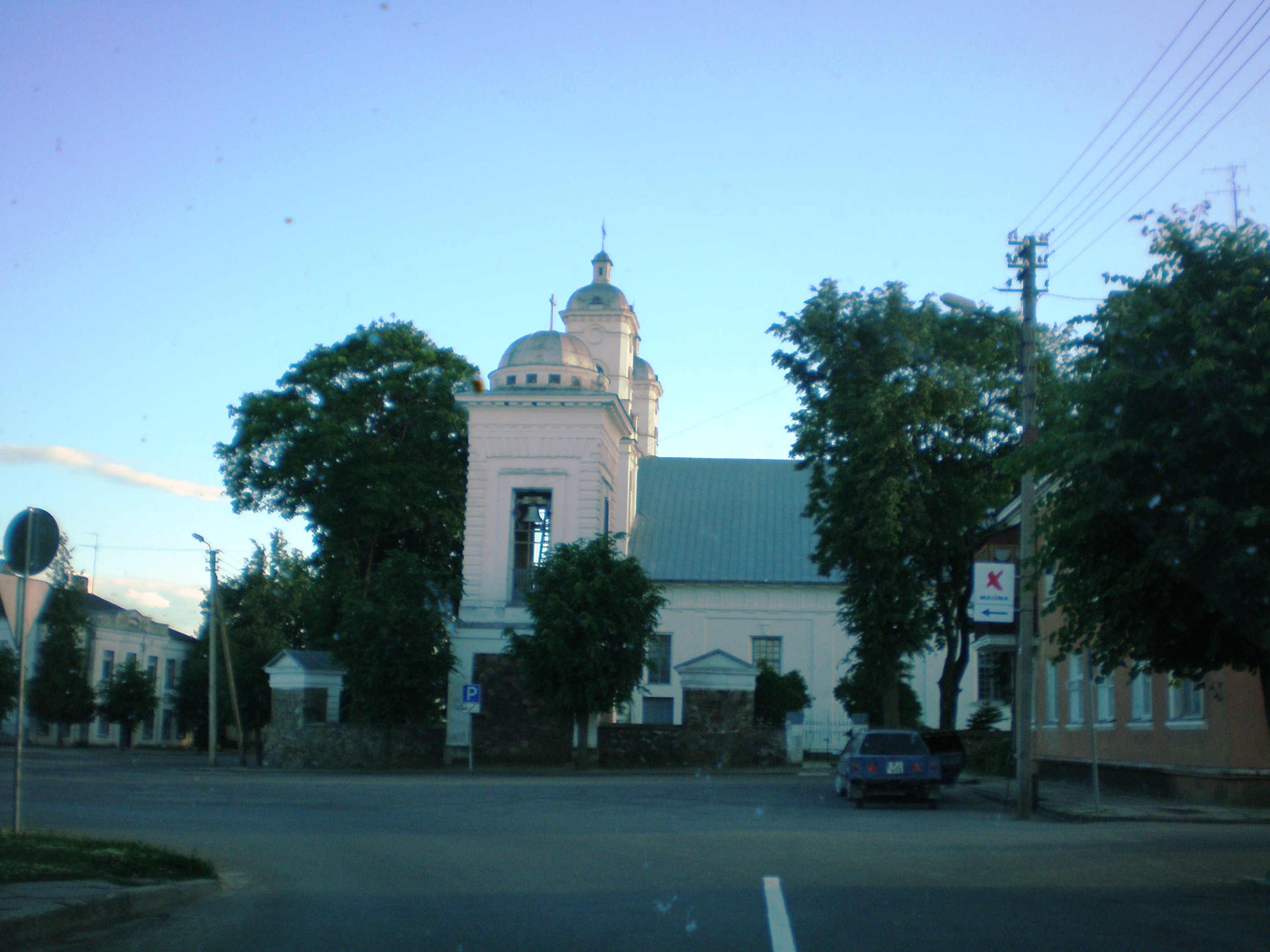
Костёл Вознесения Пресвятой Девы Марии
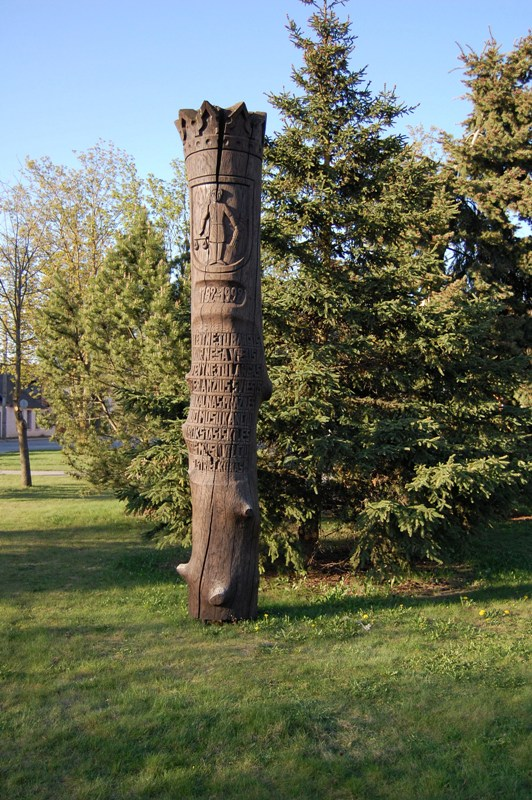
Деревянный столб в городе
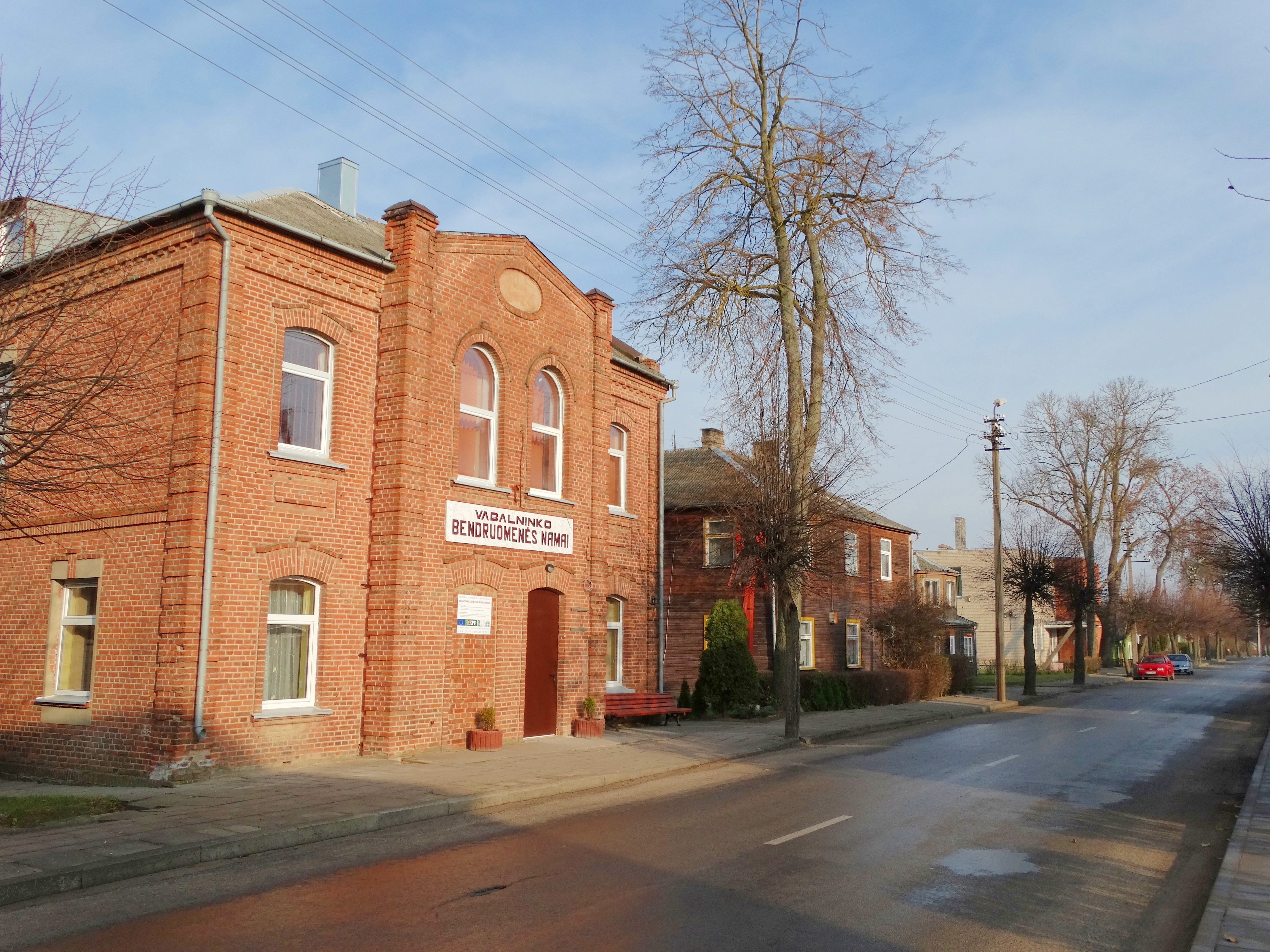
Общинный дом
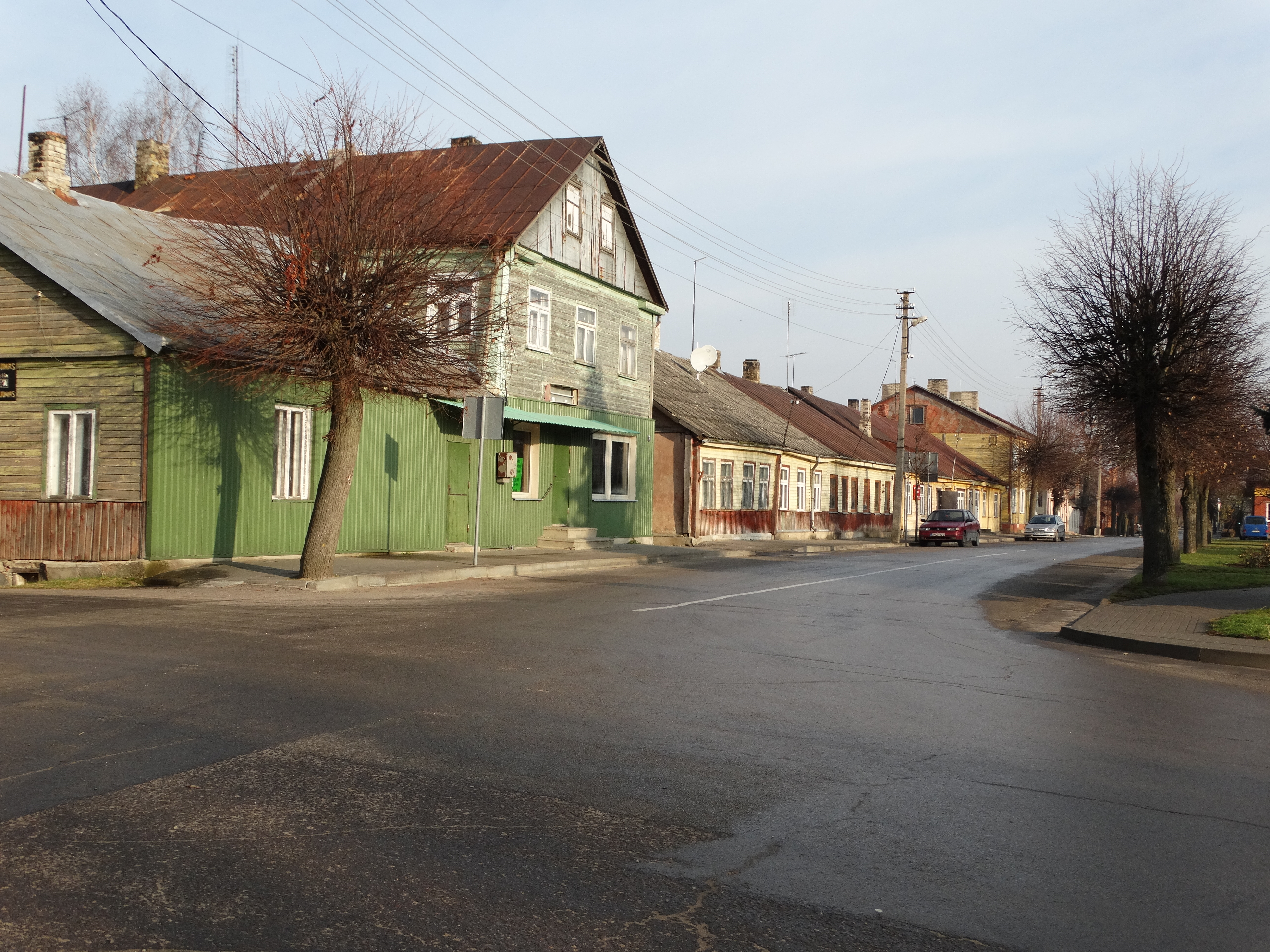
Улица в Вальбининкасе
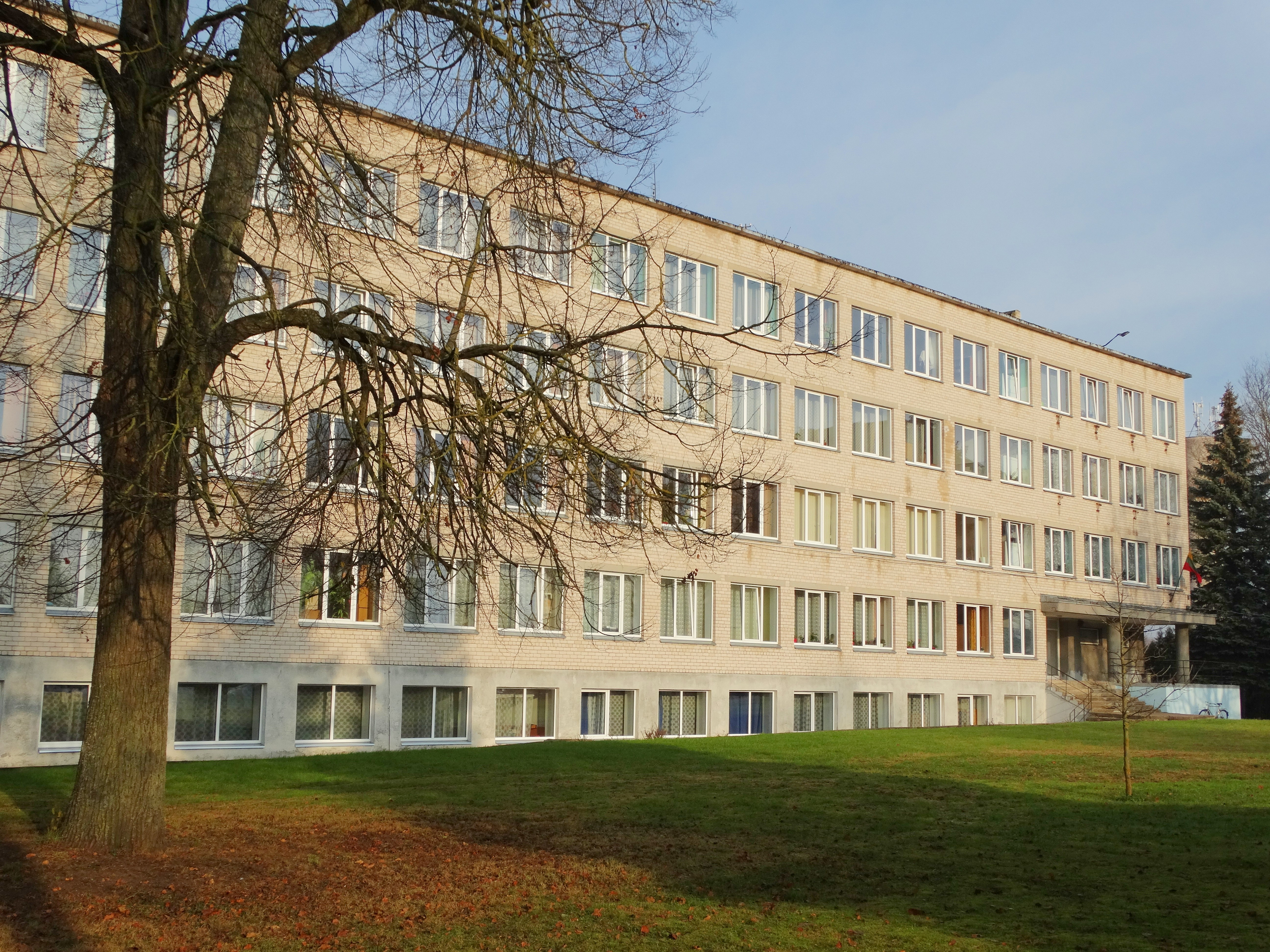
Училище в Вальбининкасе
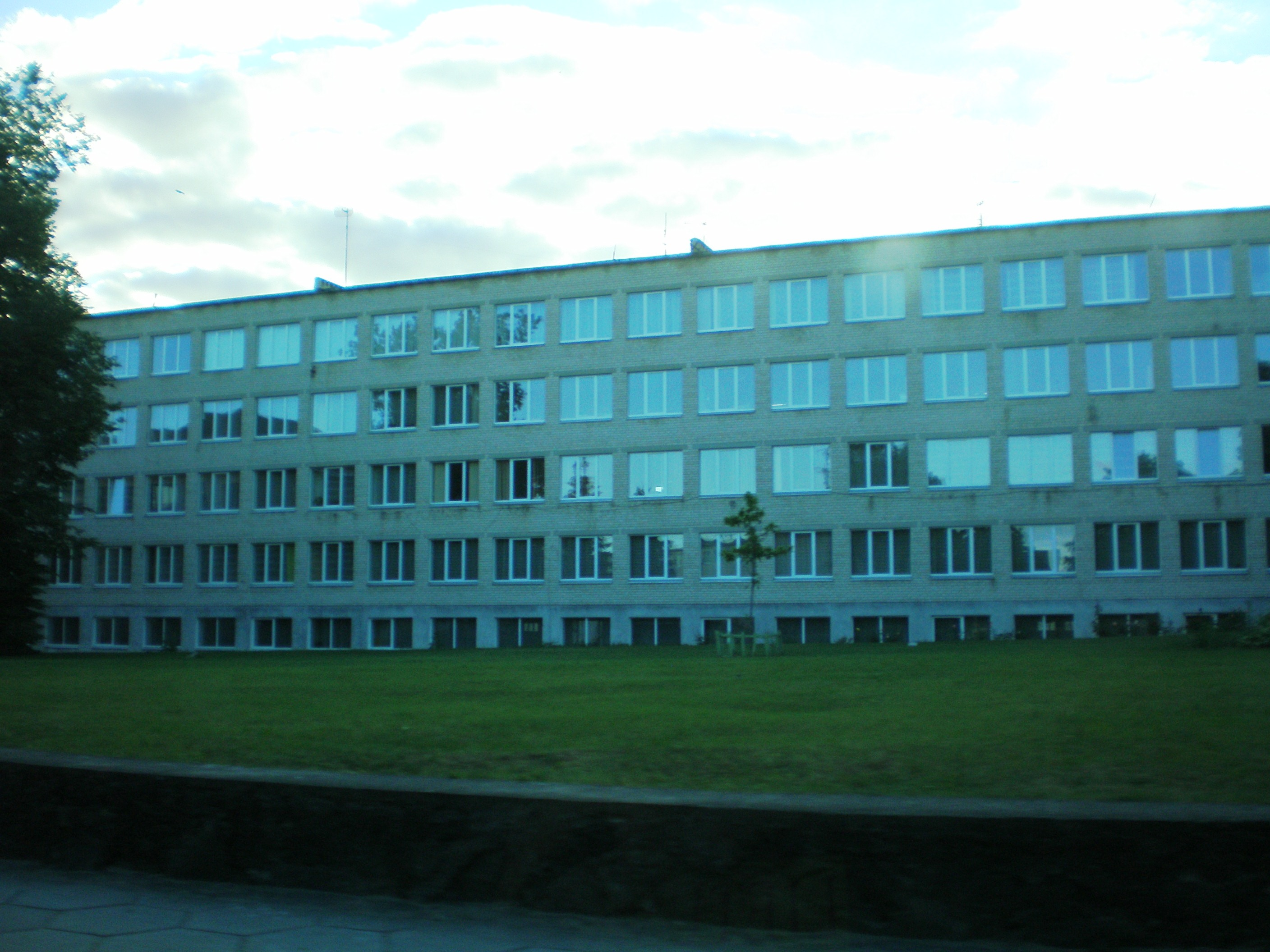
Училище в Вальбининкасе